# Жаден, Луи (композитор)
Луи Эмманюэль Жаден (фр. Louis-Emmanuel Jadin; 21 сентября 1768, Версаль — 11 апреля 1853, Париж) — французский композитор, пианист, клавесинист, скрипач. Педагог, профессор Парижской консерватории (с 1800).
Отец художника Луи Жадена.

## Биография
Родился в семье скрипача королевской капеллы Жана Жадена. Первые уроки музыки получил под руководством отца.
Служил музыкальным пажем короля Людовика XVI. Игре на фортепиано учился у своего брата Гиацинта.
С 1789 до 1792 года — аккомпаниатор при Театре Фейдо.
Во время французской революции был членом оркестра национальной гвардии, для которого написал марши, гимны и прочее.
В 1800 году стал преемником брата в должности профессора Парижской консерватории. С 1806 года, кроме того, был капельмейстером при парижском Театре Мольера (Théâtre Molière).
С 1814 до 1830 года — управляющий королевскими музыкальными пажами, после чего удалился на покой.

## Творчество
Луи Жадену принадлежит около 40 водевилей с пением и опер для различных парижских театров, несколько патриотических хоров («Ennemis de tyrans», «Citoyens, levez vous» и пр.), симфонии, увертюры, концертантов, секстеты для духовых инструментов, квинтеты, квартеты, и целый ряд трио для разнообразных ансамблей, фортепианные концерты и пьесы, сонаты, романсы.

## Награды
- Кавалер ордена Почётного легиона (1824).